# Cipangopaludina chinensis
Vivipare chinoise
Espèce
Statut de conservation UICN

LC : Préoccupation mineure
Cipangopaludina chinensis, communément appelé vivipare chinoise, est une espèce d'escargot d'eau douce. 

## Description
La vivipare chinoise est un mollusque gastéropode dont la coquille peut atteindre 70 mm de longueur et dont la forme varie selon les conditions environnementales.
Le juvénile de la vivipare chinoise est de couleur pâle. Adulte, elle est vert olive, brun verdâtre, brun ou brun rouge. 

## Habitat
La vivipare chinoise fréquente les eaux stagnantes et les cours d'eau à faible débit caractérisés par des fonds boueux ou limoneux. Elle a une grande tolérance environnementale. Elle peut vivre à des températures comprises entre 0 °C et 30 °C et à une profondeur de 20 cm à 3 m. Elle peut supporter une exposition prolongée à l’air libre.

## Distribution d'origine
L’aire de répartition naturelle de ce gastéropode se situe en Asie, plus précisément dans le Sud-Est asiatique, au Japon, en Chine, en Corée, puis dans l’est de la Russie.

## Distribution comme espèce envahissante
La vivipare chinoise est une espèce envahissante en Amérique du Nord.
Elle a été introduite sur le continent pour la première fois à San Francisco, où elle était vendue dans les marchés d’alimentation chinois, à la fin des années 1800. Elle a été introduite en 1931 par lâcher intentionnel dans la rivière Niagara et, dans les années 1940, dans le lac Érié, où elle devait servir de ressource alimentaire pour la barbue de rivière. Aujourd'hui, elle est présente dans une grande partie des États-Unis ainsi qu'au Canada (Sud de l'Ontario, Colombie-Britannique, Québec, Nouveau-Brunswick, Terre-Neuve-et-Labrador, Nouvelle-Écosse).
L'espèce est présente également aux Pays-Bas.

## Reproduction
La vivipare chinoise est ovovivipare : elle conserve ses œufs jusqu’à l’éclosion et donne naissance à des escargots complètement formés qui mesurent 5 mm. L’espèce a une durée de vie de quatre à cinq ans.

## Gastronomie
Ce mollusque, prisé dans les restaurants d’Asie, figure au menu des humains depuis longtemps. Des coquillages de cette espèce ont été retrouvés dans des sites néolithiques du nord-ouest de la Chine.